# Gobierno Civil de Pontevedra
Le Gobierno Civil de Pontevedra (hôtel de préfecture), actuellement Subdelegación del Gobierno de Pontevedra, est un bâtiment officiel situé à Pontevedra, en Galice (Espagne). Il sert depuis sa construction de préfecture représentant l'État espagnol dans la province de Pontevedra.

## Localisation
Le bâtiment est situé dans le centre du pouvoir politique de la ville, à l'angle nord-ouest de l'Alameda de Pontevedra, à côté de la Plaza de España, très proche d'autres bâtiments institutionnels tels que l'hôtel de ville de Pontevedra, le lycée Valle-Inclán, la faculté des beaux-arts et le palais du conseil provincial de Pontevedra.

## Historique
En 1833, le gouvernement espagnol a nommé comme première autorité provinciale un représentant de l'État dans chacune des capitales des provinces espagnoles et à Pontevedra, son siège a été jusqu'en 1891 le couvent San Francisco. Le nom de ce représentant était jusqu'en 1997 celui de « gouverneur civil », date à laquelle il a été rebaptisé "subdélégué du gouvernement". Un poste politique aussi important nécessitait un bâtiment conforme à la nature de l'institution qu'il représentait. C'est pourquoi, à partir de 1939, la Direction générale de l'architecture de l'État espagnol a mis en œuvre un plan afin que les sièges des gouvernements dits civils qui abritaient le gouverneur civil dans chaque province aient le décorum et la dignité requis par cette institution.
En Galice, le bâtiment du gouvernement civil de Pontevedra, conçu par l'architecte Enrique López-Izquierdo Blanco, a été le dernier des quatre provinces galiciennes à être construit entre 1950 et 1958. Suivant les prémisses de l'État espagnol, la mairie de Pontevedra a cédé un terrain rectangulaire isolé sur la place non commerciale aux dimensions appropriées la plus digne de la ville (la Plaza de España), où les sièges des autorités municipales (hôtel de ville de Pontevedra) et provinciales (conseil provincial de Pontevedra) devaient coexister dans le même espace.
En 1945, l'architecte P. Durán a présenté un premier projet dans lequel la façade principale du gouvernement civil faisait face à la Plaza de España, qui a été rejeté par les autorités municipales. L'architecte Enrique López-Izquierdo a corrigé cette erreur dans son projet de 1950 en plaçant le bâtiment face à l'Alameda de Pontevedra et non de côté, ce qui a fait que le projet soit retenu et réalisé. Le bâtiment a été inauguré en 1958.
Le 5 décembre 1996, le blason en pierre du régime franquiste a été retiré de la façade du bâtiment et le blason constitutionnel a été placé à sa place.

## Description
Le bâtiment est un exemple d'architecture institutionnelle du milieu du XXe siècle.
Le gouvernement civil de Pontevedra a trois fonctions essentielles : institutionnelle (représentée par l'escalier d'honneur et la salle de réunion et de réception), administrative (bureaux du secrétaire général et d’autres bureaux différents) et résidentielle avec des logements pour le gouverneur civil et le secrétaire général, ainsi que des logements pour le personnel subalterne. Cette diversité d'usages implique l'existence de plusieurs entrées : une entrée principale sur la façade principale sud et trois entrées secondaires sur les trois autres façades pour l'accès aux bureaux administratifs et de police et aux logements. Il y a également une entrée pour les véhicules au centre de la façade nord, en face de la façade principale.
L'utilisation de la symétrie est totale dans le plan du bâtiment en U. À l'intérieur, au rez-de-chaussée, il y a une entrée principale d'où part un escalier d'honneur qui mène aux espaces les plus représentatifs du pouvoir politique provincial au premier étage, connu comme l'étage noble : les salles et les bureaux du gouverneur civil et du secrétaire général. Il existe également des escaliers secondaires disposés symétriquement. Une cour intérieure permet d'éclairer l'escalier d'honneur. Le rez-de-chaussée abrite des bureaux et des pièces pour les forces de sécurité. Il y a également un niveau semi-sous-sol pour d'autres installations moins importantes. Au deuxième étage du bâtiment, on trouve une combinaison de locaux administratifs et résidentiels. La structure est en béton armé, et les lignes des piliers sont clairement reconnaissables dans les étages du bâtiment.
À l'extérieur, la façade est en pierre de taille pour souligner la sévérité de la fonction du bâtiment. Les façades sont en béton, revêtues de pierre de taille à bossage à refend continu en tables au rez-de-chaussée. Les balustrades, les corbeaux et les corniches sont également en pierre. La façade principale présente une entrée monumentale avec un portique de colonnes jumelées indépendantes d'ordre dorique surmonté de la balustrade d'une terrasse conçue pour les autorités, délimitée par une galerie en arc avec des fenêtres en demi-cercle. Ce corps central sert de lien avec l'entrée principale du bâtiment. Les drapeaux de la Galice, de l'Espagne et de l'Union européenne flottent sur cette terrasse qui est encadrée par les volumes du premier et du deuxième étage sur les côtés à la manière de tours. Sur les côtés du premier étage se trouvent des balcons en angle.
Sur la façade arrière se trouve la porte du garage avec deux œils-de-bœuf de chaque côté. Sur la façade est du deuxième étage, il y a un autre œil-de-bœuf entre les deux dernières fenêtres.

## Galerie de photos

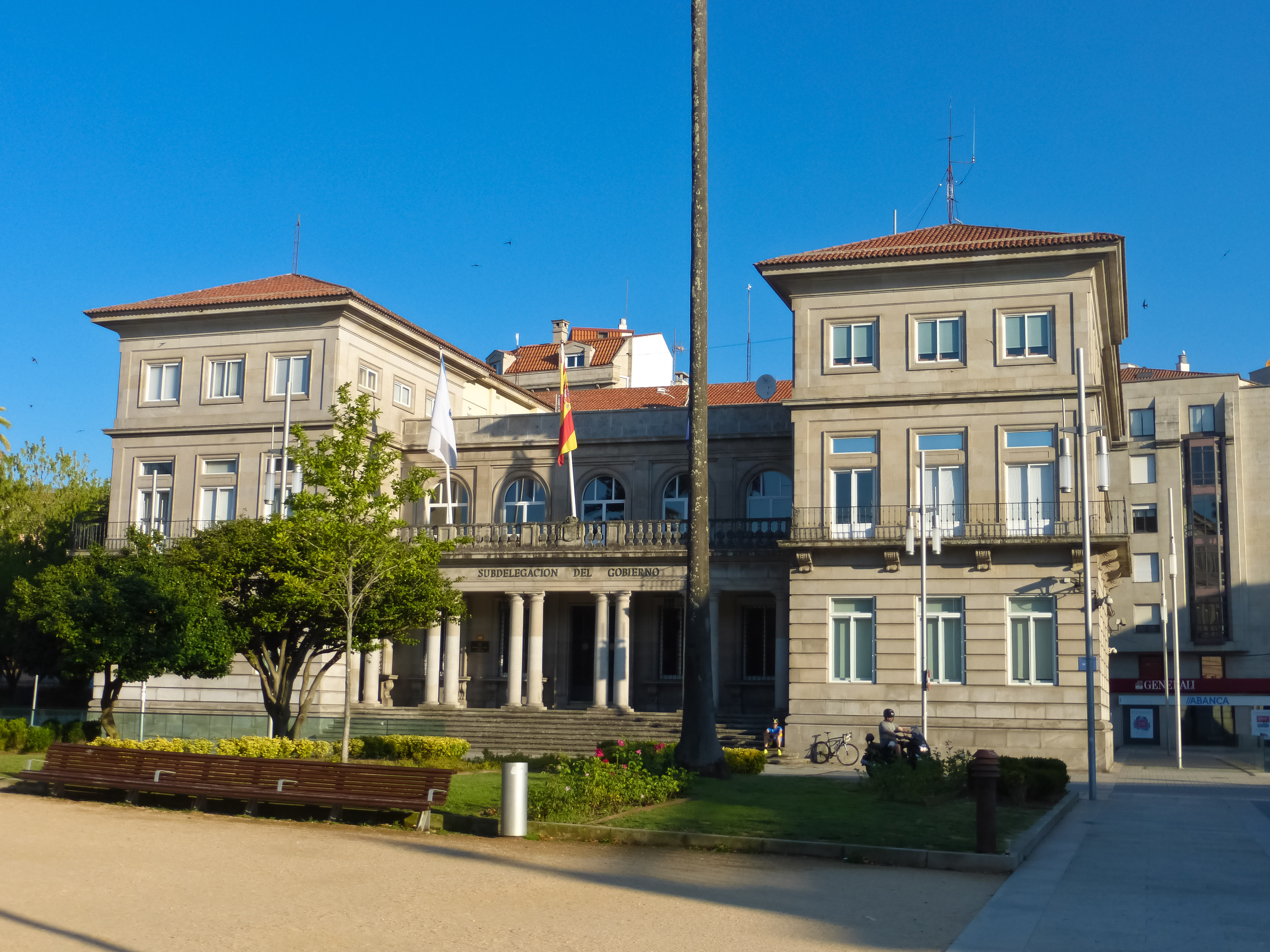
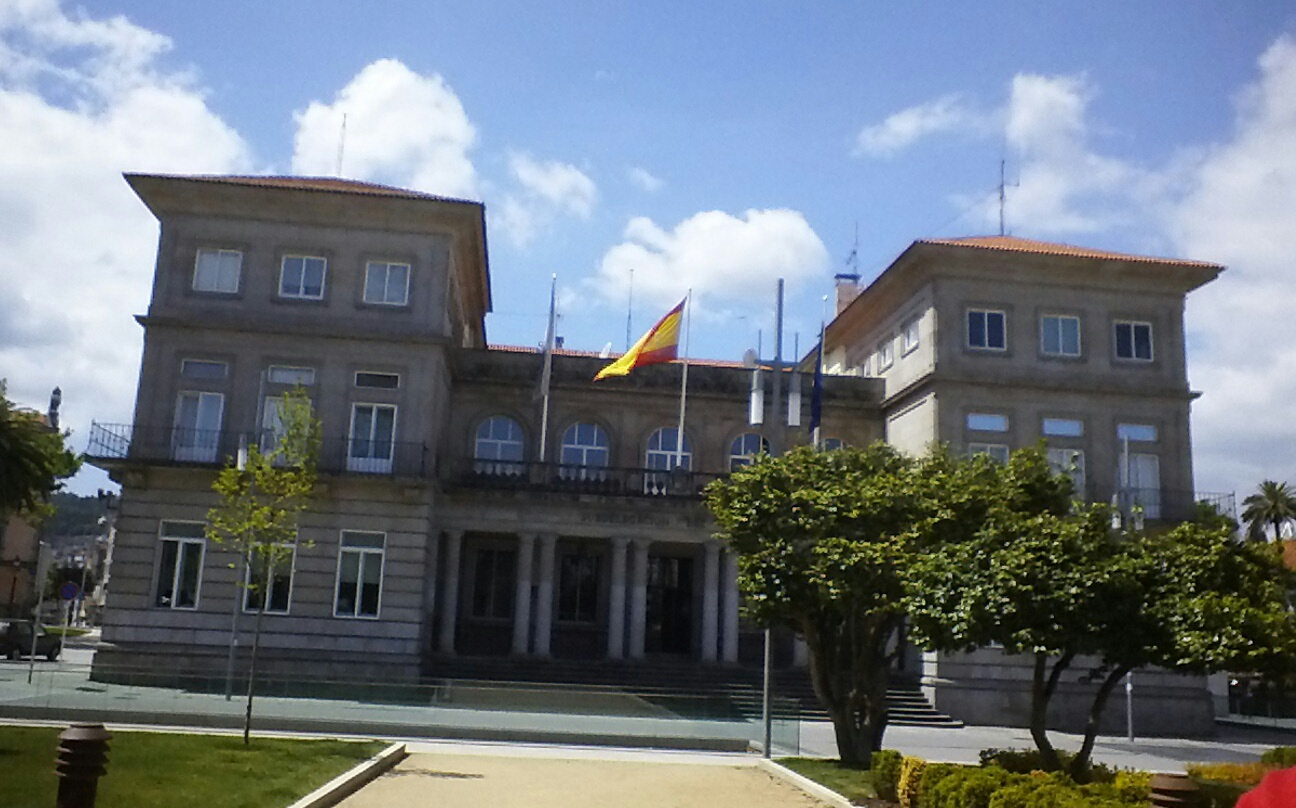
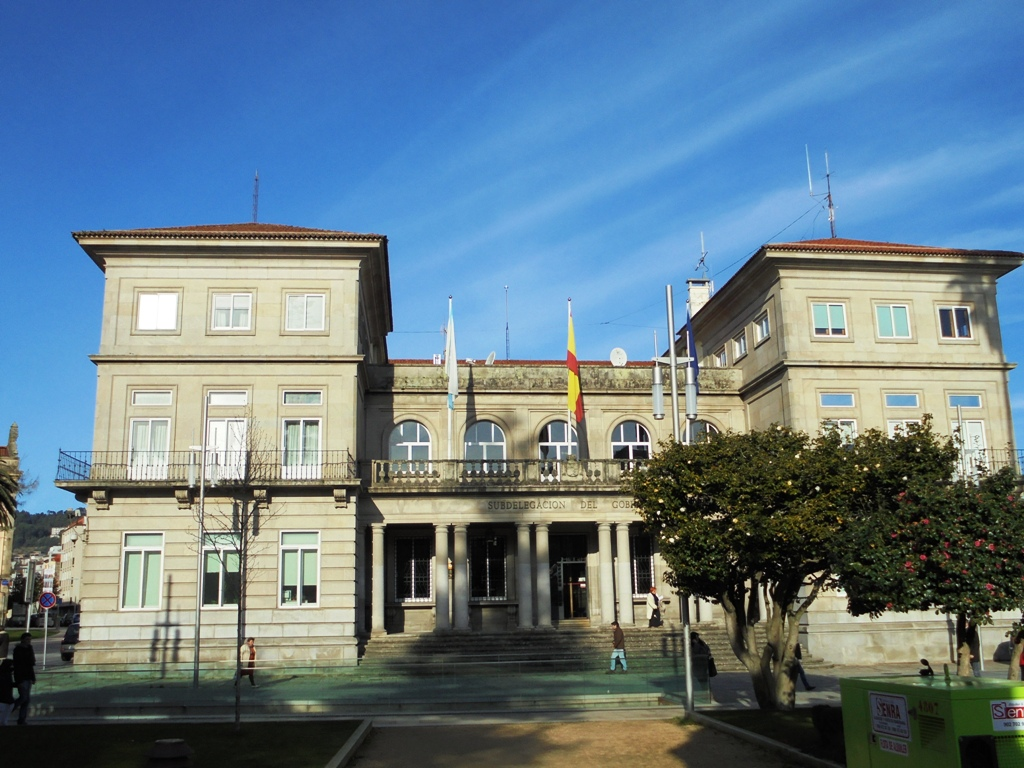
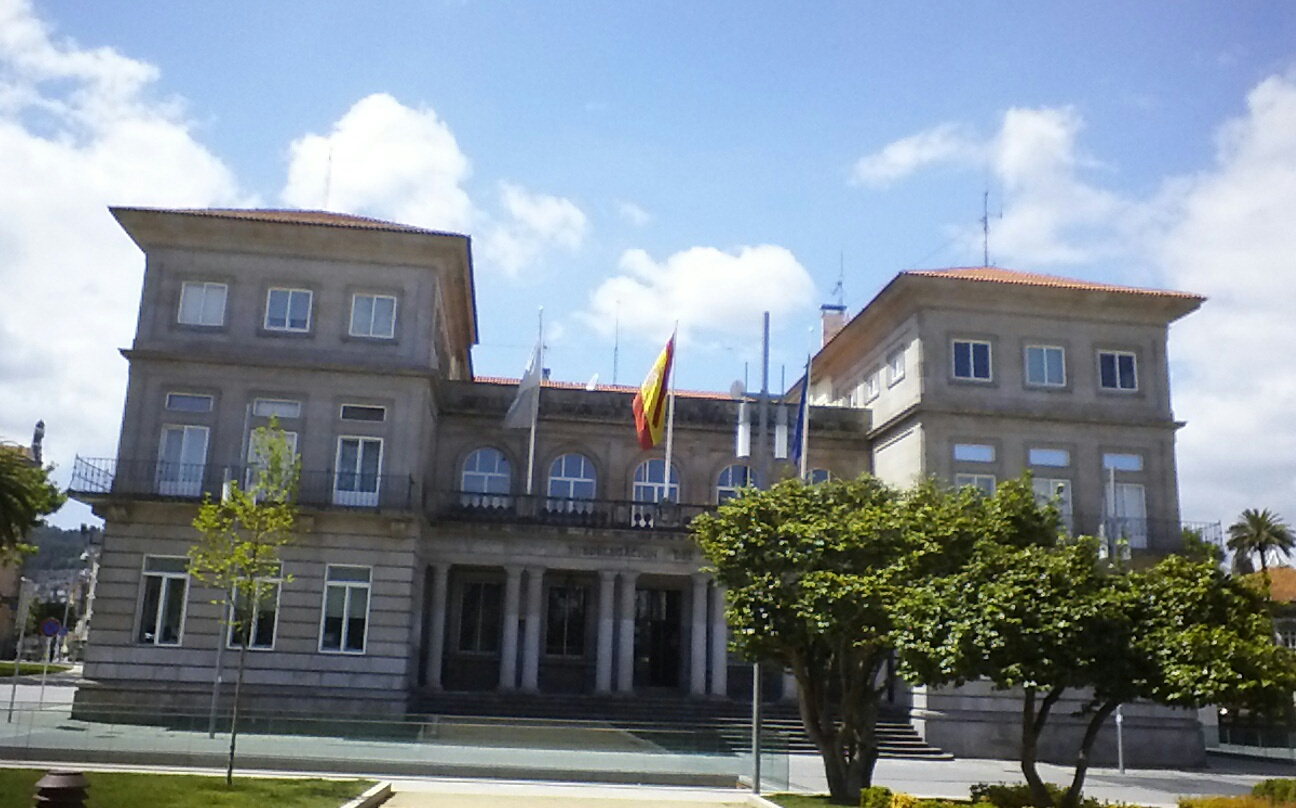
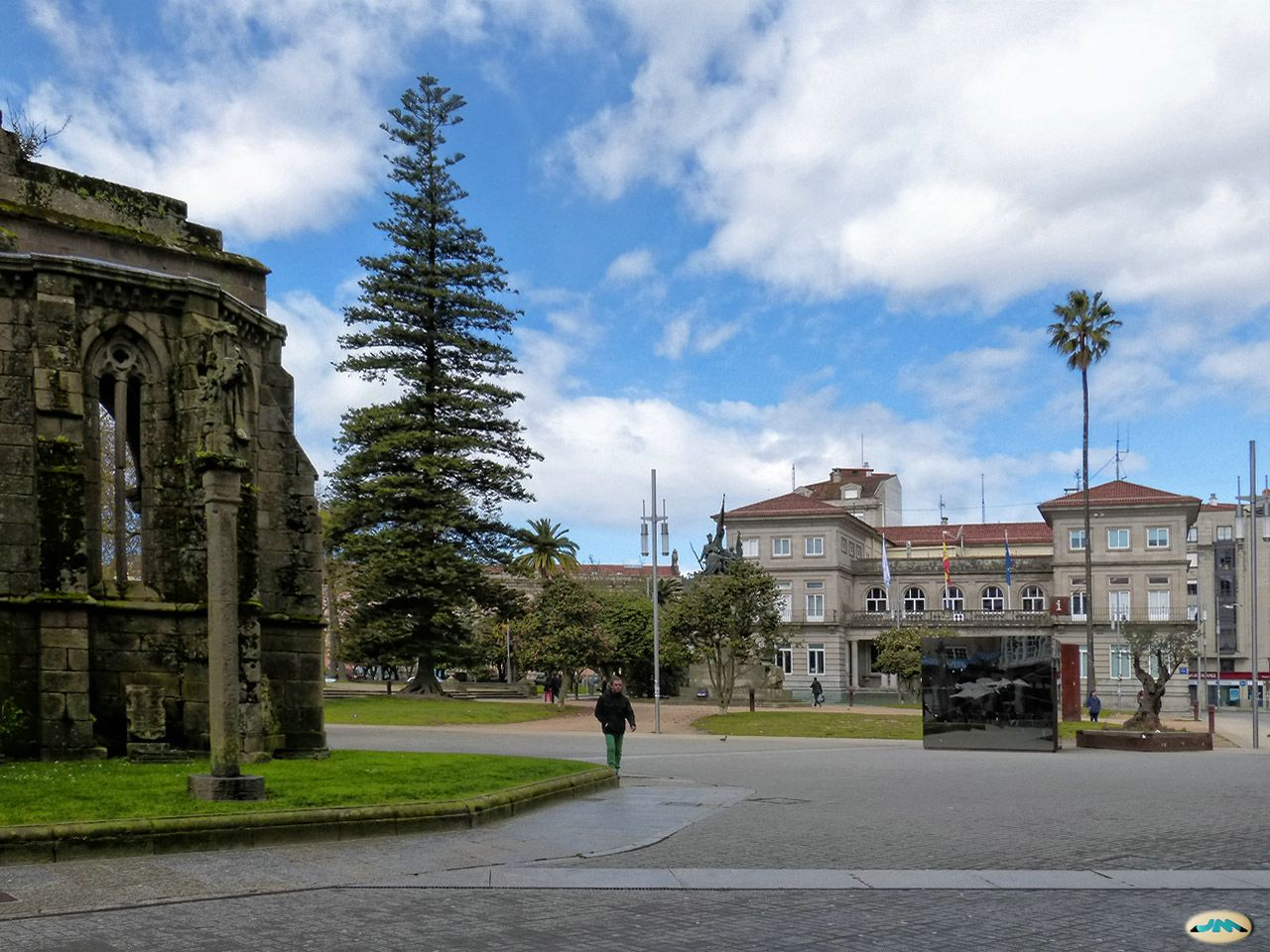
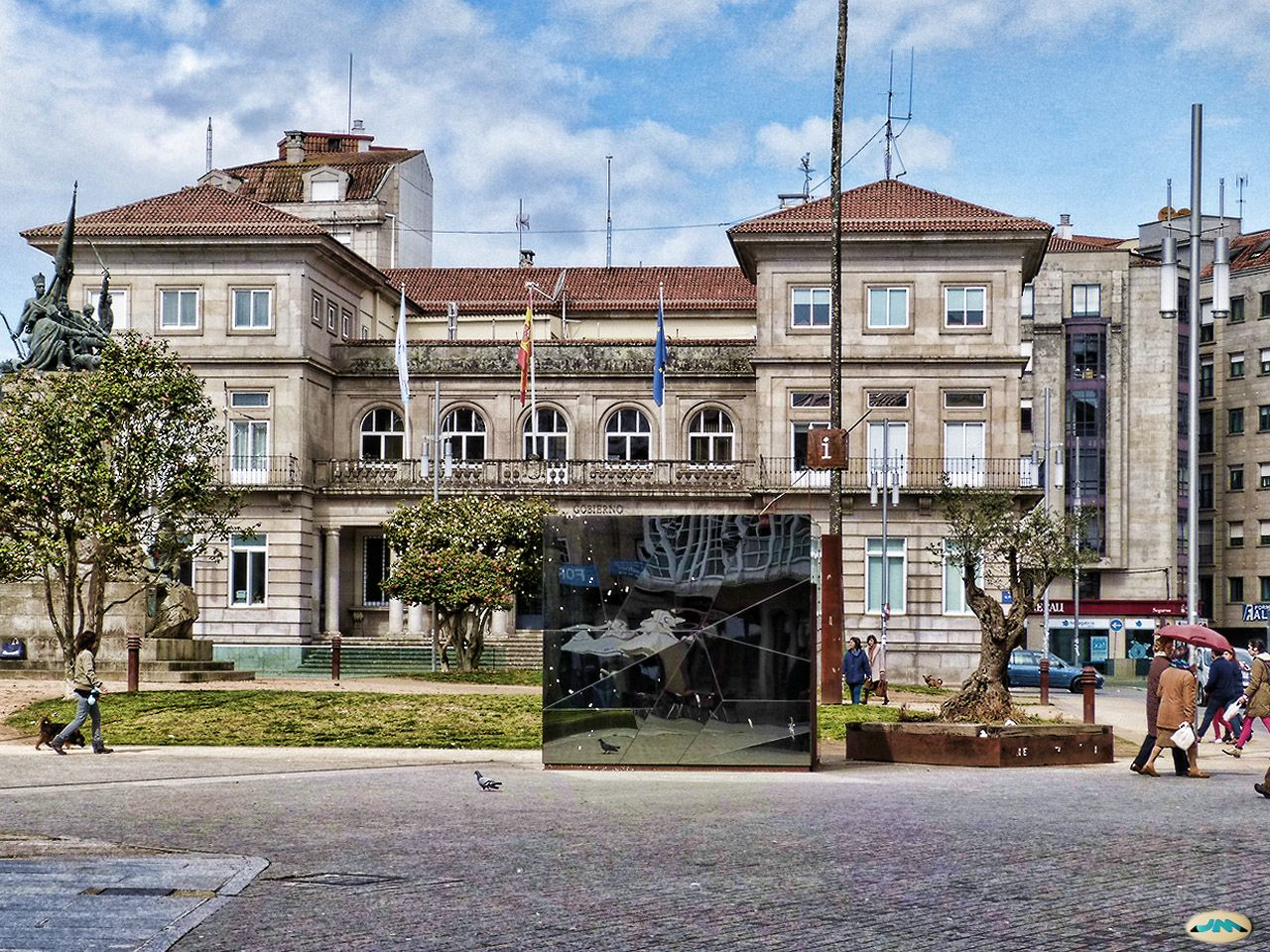
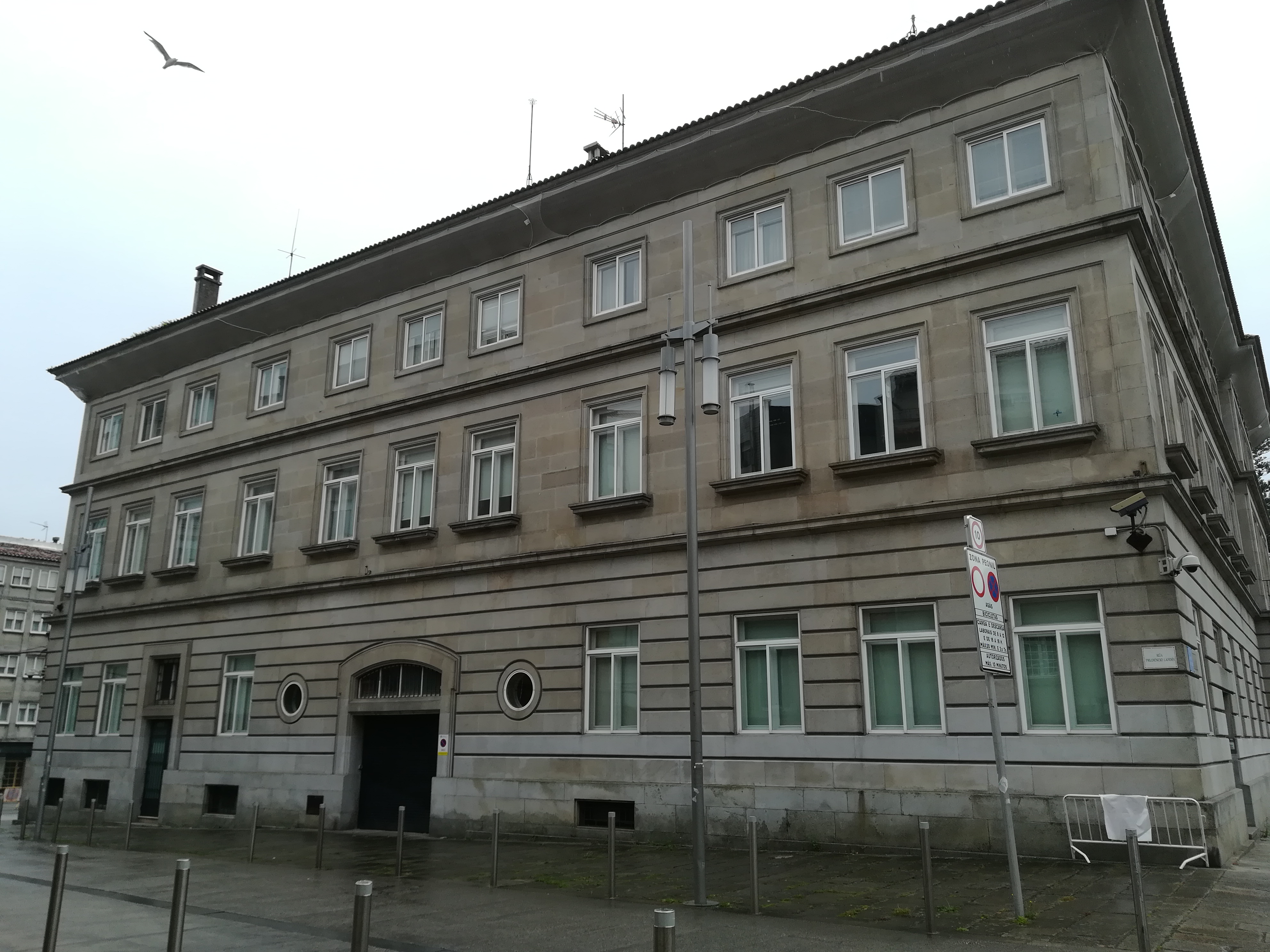
Façade nord
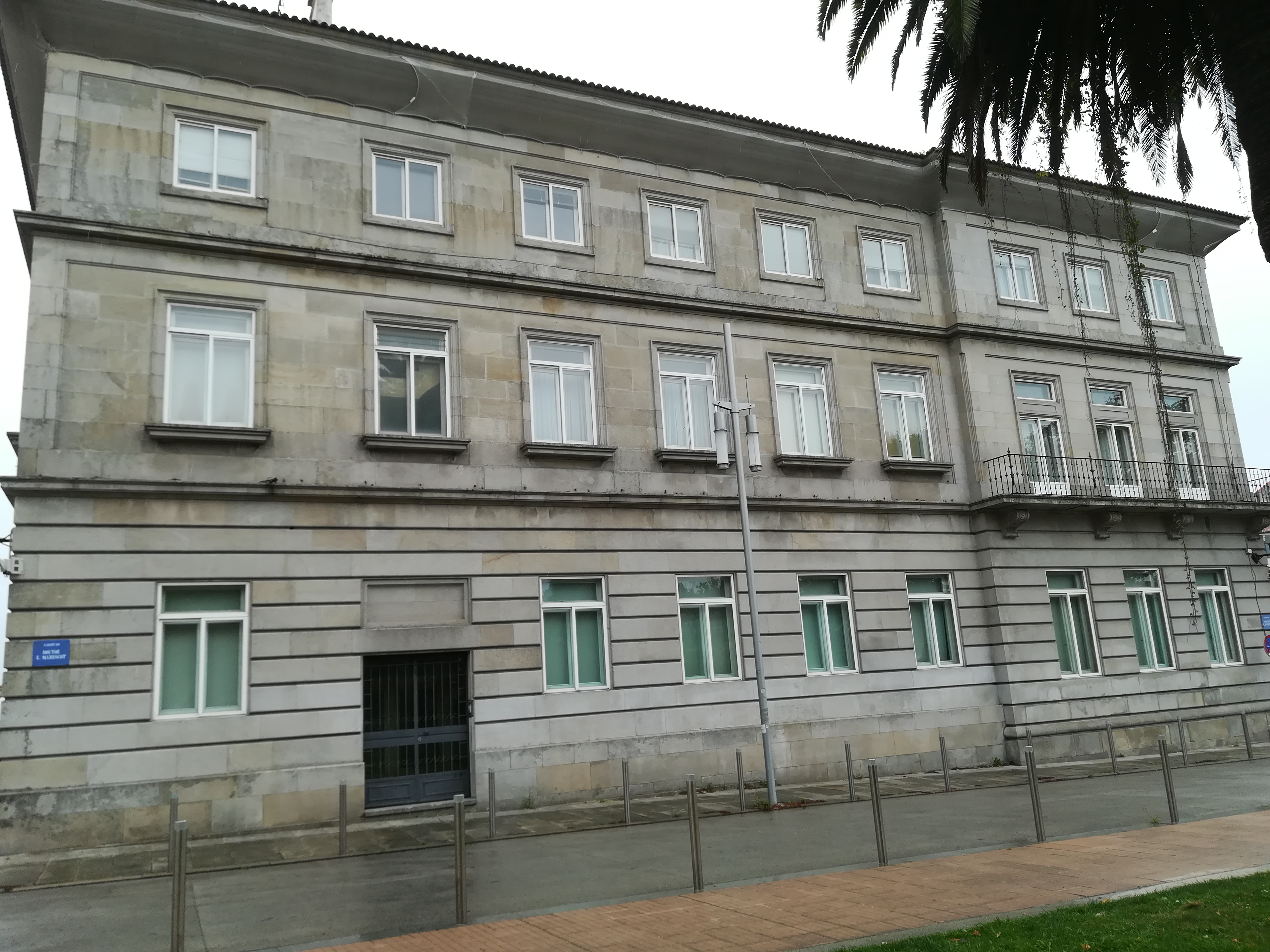
Façade ouest
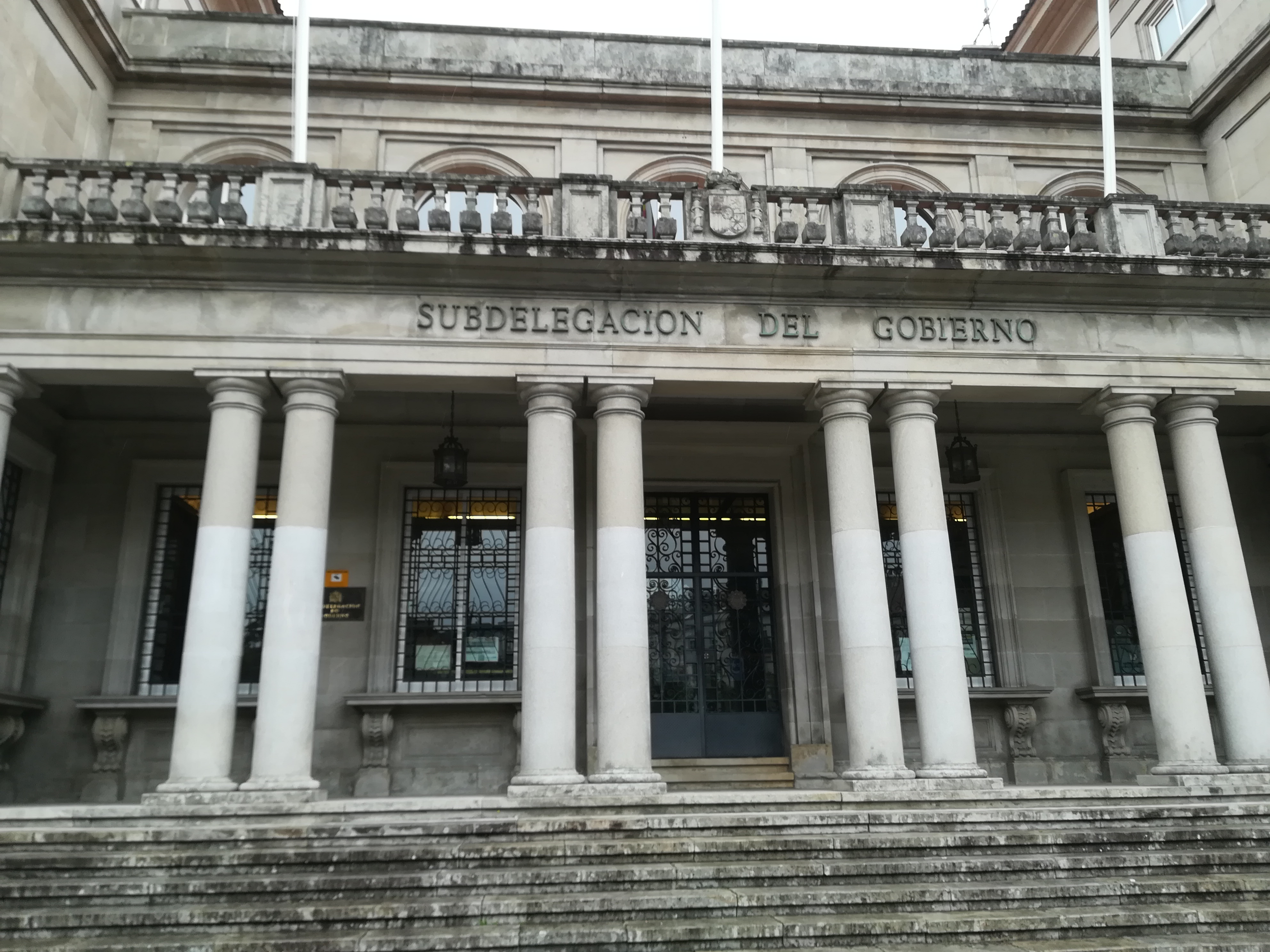
Entrée
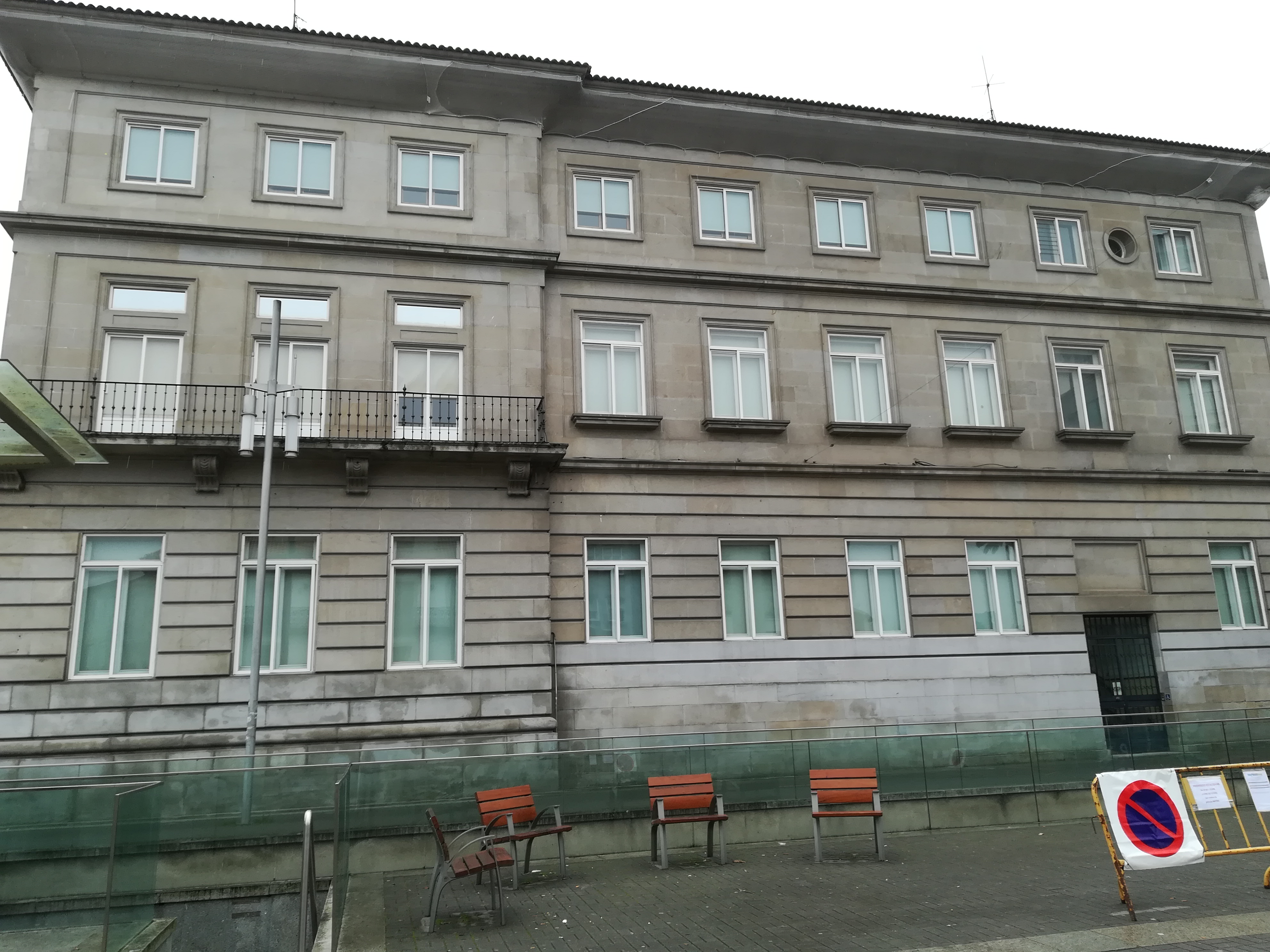
Façade est